# Linda Chapman
Linda Chapman (* 15. Januar 1969 in Liverpool) ist eine englische Schriftstellerin.

## Leben
Linda Chapman arbeitete als Lehrerin und arbeitet seit einigen Jahren als Autorin; dabei bewegt sie sich hauptsächlich im Genre Fantasy. Ihre Sternenschweif- und ihre Sternenfohlen-Serie ist auch in Deutschland bekannt. Mit ihren beiden Kindern und zwei Hunden lebt sie in Leicestershire. Ihr Hobby ist das Reiten.
Darüber hinaus gehört sie, wie Narinder Dhami, zu einer Gruppe von Schriftstellerinnen, die unter dem Pseudonym Daisy Meadows veröffentlichen.